# Xenogénesis
Xenogénesis (Xenogenesis) es un cortometraje de ciencia ficción dirigido por James Cameron. Fue producido y escrito en conjunto por James Cameron y Randall Frakes en 1978. El film cuenta con una duración de apenas 12 minutos.
Narra la historia de un hombre y una mujer, interpretados por William Wisher Jr. y Margaret Undiel respectivamente, que viajan por el espacio buscando un lugar habitable para volver a iniciar el ciclo de la vida. 
En este corto se pueden observar algunas de las características que Cameron utilizaría posteriormente en sus producciones de mayor envergadura, tales como Terminator 2: el juicio final y Aliens.

## Producción
Cameron convenció a varios dentistas locales para hacer una inversión de 20.000 dólares, luego escribió un guion para el cortometraje con Randall Frakes. Se produjo un corto de 12 minutos que incluía una escena de lucha entre una mujer con un traje exoesquelético y un robot extraterrestre que había construido el mismo Cameron; esa escena fue rodada con la técnica de paso de manivela. Cameron esperaba presentar el corto a estudios para hacer una película, pero no tuvo éxito.